# Calliotectum dalli
Calliotectum dalli is een slakkensoort uit de familie van de Volutidae. De wetenschappelijke naam van de soort is voor het eerst geldig gepubliceerd in 1942 door Bartsch.